# 邦瓦乡
邦瓦乡是云南省德宏傣族景颇族自治州陇川县曾经下辖的一个乡，驻地在邦瓦村公所邦瓦村，景颇族是乡内主要民族:1096。邦瓦乡已于2002年撤销。

## 历史
历史上，邦瓦是景颇族山官的辖地。1953年成立邦瓦乡，废除山官制度，1956年改为邦瓦生产文化站。1969年4月，在文化大革命运动中成立向阳公社，1971年更名邦瓦公社。1984年3月废人民公社体制，开始设区建乡体制改革，成立邦瓦区。1988年区乡体制改革中改为邦瓦乡，同年划出撒定乡组建赛号乡。:532002年，邦瓦乡撤销，辖区并入城子镇和勐约乡:2650。

## 地理
邦瓦乡位于陇川县东部山区，东隔龙川江与芒市（时称潞西市）相望，南邻勐约乡和赛号乡，西靠城子镇，北接清平乡和王子树乡。全乡面积105.8平方千米，共有耕地15,328亩，人均耕地2.26亩。:53

## 行政区划
邦瓦乡下辖以下地区：
邦瓦村、巴达村、瓦慕村和曼冒村。:632-633